# 吉姆·杰福兹
吉姆·杰福兹（英語：Jim Jeffords，1934年5月11日—2014年8月18日），美国政治人物，原佛蒙特州联邦参议员。他最初为共和党籍，2001年退党后成为独立人士，并加入民主党党团运作。

## 生平
杰福兹出生于佛蒙特州拉特兰市，为原佛蒙特州最高法院首席法官奥林·杰福兹之子。她的母亲则与法国著名建筑师乔治-欧仁·奥斯曼有亲戚关系。
杰福兹先后毕业于耶鲁大学与哈佛法学院。1956年至1959年间，他曾在海军服役。他于1960年代步入政界，1966年当选佛蒙特州参议员。1969年至1973年间任佛蒙特州检察长。1975年起，出任代表佛蒙特州单一国会选区的联邦众议员。1988年，他成功当选佛蒙特州联邦参议员，并在此后两度连任。
2001年，由于反对小布什政府的许多政策，杰福兹决定退出共和党，并作为独立参议员加入民主党党团。他的这一举动对当时参议院的局势有着重要的影响，2000年选举中两党各获得了50个参议员席位，由于共和党籍的副总统迪克·切尼能在票数相同时拥有决定权的一票，由此共和党最初控制了参议院，但因杰福兹的退党使得参议院的天平得以扭转，令民主党反过来控制了参议院至2003年。他也成为了美国历史上唯一一位因退党而使参议院多数党得以改变的参议员。
2006年，由于他的妻子当时罹患癌症，他决定退出参议院选举。最终，伯尼·桑德斯在竞选中获胜，接替他出任佛蒙特州联邦参议员。
2014年8月18日，杰福兹因患阿尔茨海默病在华盛顿特区去世，终年80岁。